# Centrolene grandisonae
A Centrolene grandisonae a kétéltűek (Amphibia) osztályába, a békák (Anura) rendjébe, ezen belül az üvegbékafélék (Centrolenidae) családjának Centrolene nembe tartozó faj.

## Előfordulása
Kolumbiában és Ecuadorban honos. Természetes élőhelye a szubtrópusi és trópusi nedves hegyi erdők és folyóvizek, valamint kertek. Nem veszélyeztetett.